# Televisione negli Stati Uniti d'America
La televisione negli Stati Uniti d'America è nata negli anni quaranta del XX secolo.
Esistono vari tipi di reti televisive:
- commerciali, che costituiscono la maggior parte delle reti televisive statunitensi
- in lingua spagnola
- di intrattenimento
- educative
- religiose

La maggior parte dei canali televisivi statunitensi che trasmettono in tutto il territorio nazionale ricorrono al sistema della syndication, che permette di gestire la trasmissione dei programmi sui diversi fusi orari su cui si estende il paese.
Negli Stati Uniti le più importanti reti televisive sono la CBS (Columbia Broadcasting System), la NBC (National Broadcasting Company) e la ABC (American Broadcasting Company).
Una recente indagine mostra che in media gli statunitensi spendono sei ore al giorno guardando la televisione, specialmente la sera, e che la maggior parte delle famiglie ha due televisori. La maggior parte di loro ha la TV via cavo.
Esistono circa 1.200 reti televisive negli USA e la maggior parte di esse sono commerciali; quelle non commerciali ricevono sovvenzioni dalla città, dallo Stato o da organizzazioni private. Il numero delle stazioni radiofoniche statunitensi ammonta a 10.000, tra le quali alcune centinaia in lingue straniere e altre centinaia gestite da università.

## Regolamentazione
La televisione negli USA è regolamentata dalla Federal Communications Commission. La FCC consegna le licenze di autorizzazione per la trasmissione alle varie emittenti televisive.
La FCC vieta la trasmissione di immagini sessualmente esplicite dalle 6:00 alle 22:00 ad eccezione che sulle televisioni a pagamento.

## Televisione via cavo
Sono 80 milioni le famiglie statunitensi che possiedono un contratto per vedere la tv via cavo, ovvero il 72% del totale delle famiglie statunitensi provviste di un apparecchio televisivo. La maggior parte delle reti via cavo viene trasmessa ora anche via satellite, ma il 90% delle prime 20 reti via cavo può contare su un'audience potenziale di oltre 90 milioni di famiglie, anche perché il 95% delle case è cablato, pronto per ospitare le trasmissioni. Negli Stati Uniti vi sono più di 300 canali via cavo attualmente disponibili sull'intero territorio nazionale.
Le piattaforme televisive via cavo statunitensi hanno come unico introito gli abbonamenti pagati dalle famiglie che hanno un contratto per la visione dei canali.
Tutte le piattaforme ogni mese pagano la rete televisiva per poterla distribuire ed averla nel proprio pacchetto, garantendole una percentuale degli incassi provenienti dalla raccolta degli abbonamenti.
L'operatore via cavo raccoglie più canali e li vende al consumatore in un unico pacchetto, fruibile pagando un abbonamento mensile. Restano escluse dalla tariffa base alcune reti considerate "premium", ovvero aggiuntive, che si devono pagare sempre a parte.
In genere il prezzo dei vari pacchetti è basso poiché gli abbonati alle varie piattaforme sono molti.

## Televisione satellitare
Per la televisione satellitare sono disponibili due piattaforme televisive a pagamento: DirecTV e Dish Network.

## Reti televisive statunitensi

### Canali più importanti in lingua inglese
| Canale         | Lancio            | Copertura del territorio statunitense | Famiglie che ricevono questo canale | Tipologia                | Emittenti affiliate in full-power | Emittenti affiliate in classe A |
| -------------- | ----------------- | ------------------------------------- | ----------------------------------- | ------------------------ | --------------------------------- | ------------------------------- |
| PBS            | 1969              | 96.3%                                 | 110,359,800                         | No profit                | 349                               | ~342                            |
| NBC            | 1º luglio 1941    | 97.3%                                 | 111,505,800                         | Commerciale              | 226                               | ~338                            |
| CBS            | 1º luglio 1941    | 97.2%                                 | 111,391,200                         | Commerciale              | 215                               | ~299                            |
| ABC            | 19 aprile 1948    | 97.2%                                 | 111,391,200                         | Commerciale              | 229                               | ~266                            |
| Fox            | 9 ottobre 1986    | 97.5%                                 | 111,735,000                         | Commerciale              | 223                               | ~202                            |
| The CW         | 18 settembre 2006 | 94.6%                                 | 108,411,600                         | Commerciale              | 204                               | ~11                             |
| MyNetworkTV    | 5 settembre 2006  | 91%                                   | 104,286,000                         | Commerciale              | 162                               | ~40                             |
| Ion Television | 31 agosto 1998    | 62%                                   | 71,052,000                          | Commerciale; Syndication | 64                                | 22                              |

### Canali in lingua spagnola
| Canale                                | Lancio         | Copertura del territorio statunitense | Famiglie che ricevono questo canale | Tipologia                                                   | Emittenti affiliate in full power | Emittenti affiliate in classe A |
| ------------------------------------- | -------------- | ------------------------------------- | ----------------------------------- | ----------------------------------------------------------- | --------------------------------- | ------------------------------- |
| Univision                             | 1986           | 52%                                   | 59,592,000                          | Commerciale spagnolo                                        | 46                                | ~72?                            |
| Telemundo                             | 1954           | 46%                                   | 52,716,000                          | Commerciale spagnolo                                        | 47                                | ~29?                            |
| UniMás                                | 2002           | 45%                                   | 51,570,000                          | Commerciale spagnolo                                        | 43                                | ~36?                            |
| V-me                                  | 2007           | 45%                                   | 51,570,000                          | Educativa spagnola                                          | 49                                | 1                               |
| Estrella TV                           | 2009           | 39%                                   | 44,694,000                          | Commerciale spagnolo                                        | 29                                | 9                               |
| Azteca América                        | 2001           | 37%                                   | 42,402,000                          | Commerciale spagnolo                                        | 16                                | ~36?                            |
| LATV                                  | 7 maggio 2007  | 35%                                   | 40,110,000                          | Intrattenimento bilingue (inglese/spagnolo), Video musicali | 31                                | 9                               |
| Mexicanal                             | 23 agosto 2005 | 19%                                   | 21,774,000                          | Programmazione messicana                                    | 9                                 | 12                              |
| Tr3s                                  | 1998           | 14%                                   | 16,044,000                          | Video musicali spagnoli                                     | 3                                 | 12                              |
| Inmigrante TV                         | 2010           | 14%                                   | 16,044,000                          | Notizie e commenti politici spagnoli                        | 8                                 | 0                               |
| Mega TV                               | 2006           | 11%                                   | 12,606,000                          | Commerciale spagnolo                                        | 4                                 | 8                               |
| CV Network (formalmente CaribeVisión) | 2007           | 6%                                    | 6,876,000                           | Commerciale                                                 | 4                                 | 2                               |
| Multimedios Television                | 1968           |                                       |                                     | Commerciale spagnolo                                        |                                   | 2                               |
| HTV                                   | (sconosciuto)  |                                       |                                     | Video musicali spagnoli                                     |                                   |                                 |
| HITN                                  | 1983           | (sconosciuto)                         | (sconosciuto)                       | Educativa                                                   | (sconosciuto)                     | (sconosciuto)                   |

### Reti televisive in digitale terrestre
| Canale                                 | Lancio                                          | Copertura del territorio statunitense | Famiglie che ricevono questo canale | Tipologia                                                                     | Emittenti affiliate in full-power | Emittenti affiliate in classe A |
| -------------------------------------- | ----------------------------------------------- | ------------------------------------- | ----------------------------------- | ----------------------------------------------------------------------------- | --------------------------------- | ------------------------------- |
| This TV                                | 1º novembre 2008                                | 81%                                   | 92,826,000                          | Commerciale; Film classici e spettacoli televisivi                            | 134                               | 16                              |
| Create                                 | 10 gennaio 2006                                 | 74%                                   | 84,804,000                          | TV pubblica/istruttiva                                                        | 208                               | 0                               |
| Ion Plus                               | 2007                                            | 61%                                   | 69,906,000                          | Commerciale                                                                   | 60                                | 1                               |
| Qubo                                   | 2006                                            | 61%                                   | 69,906,000                          | Commerciale per bambini                                                       | 60                                | 2                               |
| RTV                                    | 2005                                            | 58%                                   | 66,468,000                          | Commerciale, repliche                                                         | 61                                | 42                              |
| Me-TV                                  | 2005 (Chicago) 2008 (Milwaukee) 2010 (national) | 54%                                   | 61,884,000                          | Spettacoli televisivi classici                                                | 89                                | 15                              |
| Universal Sports                       | 16 giugno 2008                                  | 51%                                   | 58,446,000                          | Commerciale: Sport                                                            | 39                                | 12                              |
| Antenna TV                             | 1º gennaio 2011                                 | 50%                                   | 57,300,000                          | Commerciale: film, repliche                                                   | 45                                | 2                               |
| Live Well Network                      | 27 aprile 2009                                  | 46%                                   | 52,716,000                          | Salute, Stile di vita                                                         | 32                                | 2                               |
| PBS World                              | 15 agosto 2007                                  | 44%                                   | 50,424,000                          | Trasmissioni pubbliche                                                        | 114                               | 0                               |
| TheCoolTV                              | 2009                                            | 41%                                   | 46,986,000                          | Video musicali                                                                | 65                                | 4                               |
| MHz Worldview / MHz Networks           | 2001                                            | 35%                                   | 40,110,000                          | Educativa/Internationale                                                      | 29                                | 0                               |
| The Country Network                    | 2009                                            | 13%                                   | 15.392.000                          | Video musicali di musica country                                              | 7                                 | 33                              |
| The AccuWeather Channel                | 2004                                            | 29%                                   | 33,234,000                          | Local Weather Information                                                     | 44                                | 3                               |
| Bounce TV                              | 26 settembre 2011                               | 29%                                   | 33,234,000                          | African-American Programming                                                  | 49                                | 3                               |
| Tuff TV                                | 2009                                            | 13%                                   | 14,898,000                          | Male-oriented programming                                                     | 4                                 | 16                              |
| A1                                     | 2003                                            | 12%                                   | 13,752,000                          | Commercial/minor league sports                                                | 4                                 | 107                             |
| Biz Television                         |                                                 | 12%                                   | 13,752,000                          | Informazioni finanziarie ed economiche                                        | 4                                 | 3                               |
| My Family TV                           | 15 dicembre 2008                                | 10%                                   | 11,460,000                          | Intrattenimento per famiglie                                                  | 6                                 | 22                              |
| AMGTV                                  | (sconosciuto)                                   | 10%                                   | 11,460,000                          | Commercial, family                                                            | 2                                 | 10                              |
| Pegasus Television Network (PegasusTV) | 1º novembre 2010                                | 10%                                   | 11,460,000                          | commercial/community-oriented hybrid; Equestrian, Horse-focused, Country Life | 4                                 | 2                               |
| Wazoo Sports Network                   | settembre 2009                                  |                                       |                                     | Kentucky high school and professional sports                                  | 3                                 | 0                               |
| Untamed Sports TV                      | 2008                                            | 3%                                    | 3,438,000                           | Sports/Outdoors                                                               | 9                                 | 4                               |
| DW-TV (Deutsche Welle)                 | 1953                                            | 3%                                    | 3,438,000                           | Multicultural                                                                 | 0                                 | 2                               |
| Minnesota Channel                      | 2005                                            | 2%                                    | 2,292,000                           | Educational television, public affairs, ethnic and local programming          | 17                                | 0                               |
| Pursuit Channel                        | 2008                                            | 1.7%                                  | 1,948,200                           | Sports and recreation                                                         | 0                                 | 5                               |
| ThinkBright                            |                                                 | 1.2%                                  | 1,375,200                           | New York Public broadcasting                                                  | 4                                 | 0                               |
| PBJ                                    | settembre 2011                                  | 1%                                    | 1,146,000                           | Children's/Classic Cartoons                                                   | 0                                 | 2                               |
| Classic Arts Showcase                  | 1994                                            | 0.4%                                  | 458,400                             | Non-commercial performance art video clips                                    | 1                                 | 0                               |
| ImaginAsianTV                          | 2004                                            | ?                                     |                                     | Multicultural                                                                 | 1                                 | 2                               |
| Outside Television                     | 1986                                            |                                       |                                     | Sports and Resort Information                                                 | 0                                 | ?                               |
| AsiaVision                             | (sconosciuto)                                   |                                       |                                     | Multicultural                                                                 | 0                                 | ?                               |
| Bloomberg Television                   | 1994                                            | ??%                                   | ??                                  | Notizie finanziarie                                                           | 0                                 | 2 (KSSY-LP and K09VR)           |
| Fuse                                   | 1994                                            |                                       |                                     | music videos                                                                  | 0                                 | 1 (K09VR)                       |
| AmericanLife TV Network                | 1º maggio 1985                                  |                                       |                                     | Commercial, reruns                                                            | (sconosciuto)                     | 2 (WBQP-CA, KAZV-LP)            |
| MTV2                                   | 1º agosto 1996                                  | (sconosciuto)                         | (sconosciuto)                       | Music videos                                                                  | (sconosciuto)                     | (sconosciuto)                   |
| SCOLA                                  | 1982                                            |                                       |                                     | Educational                                                                   | (sconosciuto)                     | (sconosciuto)                   |
| Biz Television                         | 2008                                            |                                       | 16,000,000                          | Small Business and Entrepreneurs                                              | 3                                 | 4                               |
| Dot 2                                  |                                                 |                                       |                                     | Proposed network                                                              |                                   |                                 |

### Canali di televendite
| Canale          | Lancio        | Copertura del territorio statunitense | Famiglie che ricevono questo canale | Tipologia              | Emittenti affiliate in full-power | Emittenti affiliate in classe A |
| --------------- | ------------- | ------------------------------------- | ----------------------------------- | ---------------------- | --------------------------------- | ------------------------------- |
| ShopNBC         | 1991          | ?                                     |                                     | Commercial/Infomercial | 2                                 | ?                               |
| HSN             | 1985          | 30%                                   | 34,770,000                          | Commercial/Infomercial | 3                                 | 32                              |
| JewelryTV       | 1993          | 8.3%                                  | 9,619,700                           | Commercial/Infomercial | 9                                 | 7                               |
| Corner Store TV | (sconosciuto) |                                       | (sconosciuto)                       | Commercial/Infomercial | 0                                 | 4                               |

### Canali religiosi
| Canale                                 | Lancio            | Copertura del territorio statunitense | Famiglie che ricevono questo canale | Tipologia                              | Emittenti affiliate in full-power | Emittenti affiliate in classe A |
| -------------------------------------- | ----------------- | ------------------------------------- | ----------------------------------- | -------------------------------------- | --------------------------------- | ------------------------------- |
| BYU Television                         | 2000              | 60%                                   | 60,000,000                          | Religious                              |                                   |                                 |
| JLTV                                   | 2007              | 60%                                   | 60,000,000                          | Religious                              |                                   |                                 |
| The Worship Network                    | 1992              | 60%                                   | 68,940,000                          | Religious                              | 58                                |                                 |
| TBN                                    | 1973              | 42%                                   | 48,258,000                          | Religious                              | 37                                | ~252                            |
| Smile of a Child                       | 24 dicembre 2005  | 40%                                   | 45,960,000                          | Religious Children's TV                | 33                                | 3                               |
| JCTV                                   | 2003              | 40%                                   | 45,960,000                          | Religious Music Videos                 | 33                                | 3                               |
| The Church Channel                     | 2002?             | 40%                                   | 45,960,000                          | Religious                              | 33                                | 3                               |
| TBN Enlace USA                         | 2006?             | 40%                                   | 45,960,000                          | Spanish-Language Religious programming | 32                                |                                 |
| LeSea "WHTV"                           | 1985              | 7%                                    | 8,043,000                           | Religious                              | 6                                 | >??                             |
| GOD Channel / GOD TV                   | 1995              | 24.1%                                 | 27,977,407                          | Religious                              | 5                                 | 4                               |
| Daystar                                | 1982              | 20%                                   | 22,980,000                          | Religious                              | 18                                | ~25?                            |
| Gospel Broadcasting Network (GBN)      | 2005              | (sconosciuto)                         | (sconosciuto)                       | Religious                              | 0                                 | 4                               |
| Cornerstone Television                 | 1979              | ~11%                                  | ~15,400,300                         | Religious                              | 33                                | 44                              |
| CTN                                    | 1979              | ~18.49                                | ~19,715,810                         | Religious                              | 44                                | 58                              |
| FamilyNet                              | (sconosciuto)     | ~9.24                                 | ~9,857,910                          | Religious                              | 22                                | 52                              |
| TLN                                    | 1973              | ~3.78                                 | ~4,032,780                          | Religious                              | 9                                 | ~4?                             |
| GLC                                    | 1982              | ~2.52                                 | ~2,688,850                          | Religious                              | 9                                 | 22                              |
| UBN                                    | 1993              |                                       |                                     | Religious                              | 5                                 | ~7?                             |
| Almavision                             | 2002              | ~2.5%                                 | ~1,420,000                          | Spanish Religious                      | 3                                 | ~18?                            |
| Tvida Vision                           | 2005              | 4%                                    |                                     | Spanish Religious                      |                                   | 2 (KCWB-LP 13 / KVVG-LP 54)     |
| Tele Vida Abundante                    |                   | 4%                                    |                                     | Spanish Religious                      |                                   | 9                               |
| SafeTV                                 | 1995              | 4%                                    |                                     | Religious                              |                                   |                                 |
| Promiseland                            |                   | 4%                                    |                                     | Religious                              |                                   |                                 |
| NRB Network                            | December 31, 2005 | 4%                                    |                                     | Religious                              |                                   |                                 |
| 3ABN Three Angels Broadcasting Network | 1984              | (sconosciuto)                         | (sconosciuto)                       | Religious                              | 21 (17 owned + 4 affiliates)      | 110 (76 owned + 34 affiliates)  |
| 3ABN International Channel             | 2007              | (sconosciuto)                         | (sconosciuto)                       | Religious                              | 3                                 | 0                               |
| 3ABN Latino                            | 2003              | (sconosciuto)                         | (sconosciuto)                       | Spanish Religious                      | 3                                 | 0                               |
| 3ABN Proclaim!                         | 2010              | (sconosciuto)                         | (sconosciuto)                       | Religious                              | 3                                 | 0                               |
| 3ABN Russia                            | 2009              | (sconosciuto)                         | (sconosciuto)                       | Russian Religious                      | 3                                 | 0                               |
| Dare to Dream Network                  | 2010              | (sconosciuto)                         | (sconosciuto)                       | Religious                              | 3                                 | 0                               |
| SonBeam Channel                        | 2009              | (sconosciuto)                         | (sconosciuto)                       | Children's Religious                   | 3                                 | 0                               |
| TCT                                    | 1977              | ~8%                                   | ~11,500,000                         | Religious                              | 8                                 | 11                              |
| EWTN                                   | 1981              |                                       |                                     | Religious                              | 2                                 | >5                              |
| GEB                                    | 1987              |                                       |                                     | Religious                              |                                   | 1                               |
| The Word Network                       | 2000              | ~2%                                   | ~3,210,000                          | Religious                              | >3                                |                                 |
| La Familia Network                     | 2002?             | ~2%                                   | ~3,210,000                          | Spanish Religious                      | >3                                |                                 |
| Fe-TV                                  | 2002?             | ~2%                                   | ~3,210,000                          | Religious                              | >3                                |                                 |
| Hope Channel                           | 10 ottobre 2003   | ~2%                                   | ~3,210,000                          | Religious                              | >3                                |                                 |
| Genesis Television Network             | 2005              | (sconosciuto)                         | (sconosciuto)                       | Religious                              | (sconosciuto)                     | 2                               |
| The Inspiration Network                | 1978              | ~1%                                   | ~1,400,000                          | Religious                              | 0                                 | At least two (K08MA and K67HQ)  |
| Unity Broadcasting Network             | 1987              |                                       |                                     | Religious                              | 0                                 | 7                               |

## Reti televisive locali appartenenti a reti televisive nazionali
| Stazione      | ABC     | CBS  | NBC     | Fox  | The CW | MyNetworkTV | Telemundo | Univision | UniMás  |
| New York      | WABC-TV | WCBS | WNBC    | WNYW | WPIX   | WWOR        | WNJU      | WXTV      | WFUT    |
| Los Angeles   | KABC    | KCBS | KNBC    | KTTV | KTLA   | KCOP        | KVEA      | KMEX      | KFTR    |
| Atlanta       | WSB     | WGNX | WXIA    | WAGA | WUPA   | WATL        | WKTB-CD   | WUVG      | WUVG    |
| Boston        | WCVB    | WBZ  | WBTS-CD | WFXT | WLVI   | WSBK-TV     | WNEU      | WUNI      | WUTF    |
| Chicago       | WLS-TV  | WBBM | WMAQ    | WFLD | WCIU   | WPWR        | WSNS      | WGBO      | WXFT    |
| Miami         | WPLG    | WFOR | WTVJ    | WSVN | WSFL   | WBFS-TV     | WSCV      | WLTV      | WAMI    |
| Filadelfia    | WPVI    | KYW  | WCAU    | WTXF | WPSG   | WPHL        | WWSI      | WUVP      | WFPA-CD |
| San Francisco | KGO     | KPIX | KRON-TV | KTVU | KBCW   | KRON        | KSTS      | KDTV      | KFSF    |
| Seattle       | KOMO    | KIRO | KING-TV | KCPQ | KSTW   | KZJO        | KING-TV   | KUNS      | KUNS    |
| Washington    | WJLA    | WUSA | WRC     | WTTG | WDCW   | WDCA        | WZDC      | WFDC      | WMDO-CD |